# Sunga
Sunga (português brasileiro) ou calção de banho (português europeu) é a peça utilizada como roupa de banho pelos homens. No caso de competições esportivas como a natação e o triatlo, seu uso, ou de peças similares, é obrigatório pois seu tecido, justo à pele, proporciona melhor hidrodinâmica ao atleta.

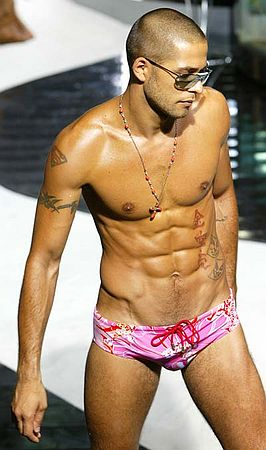
O corte mais comum de sunga é o cavado, como o deste modelo.

É em geral feita a partir de licra, um tecido de poliéster, muito resistente ao calor e a de secagem rápida.
No Brasil, seu uso para o lazer é muito popular em todo o litoral, principalmente nas praias do Rio de Janeiro e em certas áreas do Nordeste. Em países como a Austrália o mais comum é o uso do short ou da bermuda.

## Histórico
Palavra de provável origem africana, "sunga" é hoje o termo mais utilizado no Brasil, embora não exclusivo para designar essa peça de vestuário masculino de banho. No interior do país, também é ainda empregada a palavra "maiô" ou "maiô de banho" (do francês "maillot", isto é, malha), que designava originalmente o traje completo masculino de banho, usado nas primeiras décadas do século XX.
A palavra "sunga" é, em alguns estados, como no Ceará, um substantivo masculino. Em países de português europeu é mais conhecida como fato de banho, calção de banho ou tanga. Nos Estados Unidos e na Espanha, o termo usado para designá-la é "speedo", uma metonímia da marca do principal fabricante nos Estados Unidos, na Inglaterra é conhecido como swim briefs ao pé da letra significa calção de banho ou cueca de natação.
Seu uso se popularizou na década de 1970. Nessa época, seu corte discreto era mais largo e quadrado, assemelhado a um pequeno short.
Já na década de 80, os modelos tornaram-se mais ousados, tornado-se mais justos com o cós mais baixo e o corte mais cavado, deixando as pernas mais à mostra.
Ao fim dos anos 90, o corte voltou a alargar e ressurgiu com o nome de sungão, assemelhando-se aos antigos modelos da década de 1970, modelagem imposta pela indústria da moda, uma vez que muitos homens não gostam deste tipo de sunga, muito larga.
A partir dos anos 2000, devido ao avanço da tecnologia esportiva, novos materiais foram desenvolvidos para que a sunga e seus similares diminuíssem a resistência com a água, proporcionando natação mais veloz aos competidores.